# 小野學 (動畫導演)
小野學，日本動畫導演、演出家。

## 主要導演作品
- 變形金剛：銀河原力（2005年）
- 龙鸣（2007年）
- 咲-Saki-（2009年）
- 嬌蠻貓娘大橫行（2010年）（第8話）
- A Channel（2011年）
- 境界線上的地平線（2011年）
- 咲-Saki-阿知賀篇 episode of side-A（2012年）
- 咲-Saki-全國篇（2014年）
- 魔法科高中的劣等生（2014年）
- 學戰都市Asterisk（2015年、2016年）
- 刀劍神域 Alicization（2018年、2019年）
- 新樱花大战（2020年）
- 屍體如山的死亡遊戲（2023年）

## 其他參與作品
- 驚爆危機（2002年）（第19話 分鏡）
- 新超激力戰鬥車（2003年）（CGチーフ演出）
- 舞-HiME（2004年－2005年）（3話、6話、15話 分鏡、演出）
- 聖痕鍊金士（2010年）（OP動畫、9話 演出）
- 我的妹妹哪有這麼可愛。（2013年）（13話 分鏡）
- 結城友奈是勇者（2014年）（OP動畫 分鏡、演出）

## 外部連結
- （日語） 『咲-Saki－』　小野学監督インタビュー その1，對《咲-Saki-》導演的專訪。